# Las Parras de Castellote
Las Parras de Castellote es un municipio y localidad española de la provincia de Teruel, en la comunidad autónoma de Aragón, comarca del Bajo Aragón. Tiene un área de 42,13 km² con una población de 56 habitantes (INE 2021) y una densidad de 1,31 hab/km². Cuenta con el servicio de un bar y un albergue, ambos edificios de propiedad municipal.

## Geografía
El municipio se divide en dos núcleos urbanos diferenciados. Por un lado está el núcleo central, que corresponde al de Las Parras de Castellote y por el otro el de Jaganta. Además, encontramos numerosas masías, en su mayoría deshabitadas. El único servicio estable con el que cuenta es con el bar en Las Parras, llamado Hogar de la tercera edad "La Malena", situado al lado de la plaza principal del pueblo; y el albergue, de propiedad municipal. Durante festivos, en ocasiones abre el bar de Jaganta. Las principales actividades económica de la zona son la agricultura y ganadería, la construcción, y la minería. Hay una mina de arena arcillosa (refractaria) en Jaganta, cerca del límite del término municipal con Castellote. Debido a la ausencia de tiendas, los habitantes se desplazan en vehículo privado a las localidades cercanas a comprar. No llega transporte público.
En el núcleo principal se puede visitar el molino de aceite (almazara), situado en el barranco y cerca del ayuntamiento, la noria de agua, situada cerca de la fuente de arriba, y el molino oleario de Jaganta del siglo XVII, que ha llegado a nuestros días intacto después de haber sido utilizado hasta 1946 con escasas reformas. Además, hay cuatro edificios religiosos, la Iglesia de San Nicolás de Bari en las Parras (1704), la Iglesia de Jaganta, la ermita de la Malena y la ermita de San Pedro. También queda cerca de Jaganta la ermita de Santa Bárbara que, situada en la cima de una montaña, se convierte en un mirador excepcional del valle del Guadalope, aunque de difícil acceso.
Durante las fiestas del pueblo y otras festividades, su población puede multiplicarse casi por diez. El pueblo atrae a numerosos habitantes -sobre todo del área de Barcelona, Zaragoza, del resto de la comarca del Bajo Aragón y de Castellón y la Comunidad Valenciana- de los cuales muchos tienen raíces familiares allí y una segunda residencia. También ha llegado mucha gente que no tiene relación con el pueblo, pero han construido una segunda residencia en el pueblo. El pueblo no cuenta con carreteras interiores salvo la que lo cruza, que tiene un tráfico escaso al haber alternativas de paso mejores. Esto, el hecho de que sea pequeño, y las infraestructuras para niños y jóvenes (dos parques y un pabellón deportivo) lo convierten en un lugar agradable donde pasar unas vacaciones familiares.

### Jaganta
Jaganta es un barrio de las Parras de Castellote situado a 2,5 kilómetros de éste y a 6 de Castellote. Su modesta actividad económica se basa en la agricultura y ganadería, los ingresos de la explotación museística de la Almazara, y la mina de áridos que se encuentra a las afueras. En la localidad destacan por su antigüedad la almazara del siglo XVII del sistema de prensa de libra, de origen árabe y recuperado en los años 1994-1995, la iglesia de San Felipe y Santiago del siglo XVIII, construida en mampostería y la ermita de San Pedro, situada fuera del casco urbano. Se divide en dos núcleos, unidos por una calle central que cruza todo el pueblo, siendo la ruta obligada de paso hasta la construcción del desvío por la carretera. Apenas quedan habitantes regulares, pero durante periodos estivales llegan moradores con segunda residencia en la localidad. Destaca el barranco, por donde pasa el arroyo proveniente de la fuente de Arriba de las Parras.
La fiestas se celebran la segunda semana de agosto, siendo el acto más concurrido el de la suelta de vaquillas en la plaza de toros. En ocasiones, desde 2010, se ensoga la vaquilla y se conduce por las calles del barrio. Las fiestas, que duran tres días, suelen contar con varias actividades y baile. En ocasiones, se han llevado a cabo eventos festivos que resultan desproporcionados con la localidad, pero son promovidos gracias a la celebración de eventos musicales nocturnos, recurriendo a la propaganda, invitación y transporte de jóvenes de los pueblos colindantes.

## Historia
Durante los siglos posteriores de la reconquista el pueblo mostró su mayor auge económico llegando a tener cierta importancia en la zona del Maestrazgo por su situación céntrica en esta región histórica, con ruta de paso entre Castellote y Morella. Quedan algunos apellidos de sustrato mozárabe entre los vecinos.
Las Parras estuvo bajo control de los gobernadores de Castellote, que pertenecían a diversas órdenes religiosas, entre ellas los caballeros Templarios como demuestra el castillo de origen templario que se encuentra en la cima de la montaña de Castellote. Fue en esta época cuando se le cambió el nombre, añadiéndose el topónimo de esta villa y pasando a ser Las Parras de Castellote. Con la caída del poder de las órdenes religiosas el municipio consiguió su independencia.
Tuvo su importancia en las guerras Carlistas dada la situación cercana a la población de Castellote que fue donde se concentró uno de los frentes de esa guerra más importantes pero también desconocidos. Por allí seguramente pasó el general carlista Ramón Cabrera. Se sabe que mantuvo correspondencia con un habitante del pueblo que le informaba de la política española carteándose, cuando Cabrera estaba ya en Londres instalado. La cercanía de Castellote, baluarte carlista, y el Mas de las Matas, podría suponer que tropas de Espartero se desplazaron en ocasiones a esta villa para la toma de la plaza de Castellote, que fue casi destruida en esta guerra.
Durante los últimos años de la República y la Guerra Civil, junto con muchos municipios limítrofes, el primer sector se organizó a partir de colectivizaciones de marcado carácter anarquista, aunque no llegaron a emular el éxito que éstas tuvieron en ciudades como Alcañiz.
A mediados del siglo XX una gran cantidad de vecinos dedicados a la agricultura emigró a las grandes ciudades, sobre todo al área metropolitana de Barcelona. La decadencia de la villa fue en aumento, pero la gente comenzó a volver a la zona, manteniendo una segunda residencia e incluso el control de los campos. Con ellos se trajeron a su familia formada en la gran ciudad y se da el relevo generacional. Los últimos mandatos con alcaldes independientes (aunque presentándose por el PAR) han servido para modernizar y hacer más atractivo y agradable al pueblo, dejando en un segundo plano la inversión en infraestructura ganadera.
En 2010 Las Parras fue la zona a la que más presupuesto se destinó por habitante de toda la provincia de Teruel. Habiendo sido integrante de la comarca del Maestrazgo, fue cambiada a la comarca del Bajo Aragón a principios del 2000. Sigue perteneciendo a la región histórica del Maestrazgo, aunque la importancia política de esta es escasa desde hace años, acentuada por su división territorial entre dos CC.AA.
Se han encontrado muchos huesos y cementerios en los campos. En el año 2006 a causa de las obras de la carretera que unía el trayecto de Jaganta a Las Parras se descubrieron fosas comunes cuyos restos se han investigado.
En el siglo XX al igual que muchas otras villas la gente que vivía de la agricultura se mudó a la ciudad en busca de fortuna. Esto guarda cierta relación tanto con la mala praxis como con las dos desamortizaciones que afectaron negativamente a todo el campesinado español en general, que hicieron concentrar la tierra en pocos propietarios. La Guerra Civil causó bajas en la población y exilio (sobre todo hacia Francia) y el desarrollismo industrial supuso una partida importante de población a los centros industriales españoles.
Durante muchos años la decadencia fue aumentando debido al retraso social y de infraestructuras en el pueblo, pero a partir de la década de los 70 y 80 la gente empezó a volver para celebrar las fiestas del pueblo donde habían crecido, aprovechando paros en la actividad, ayudando en ocasiones a la gestión o cuidado de las tierras y convirtiendo al pueblo en un lugar de vacaciones para muchas familias. Los últimos dos mandatos del PAR han continuado en esta dirección, modernizando y haciendo más atractivo y agradable el pueblo.

## Demografía
Las Parras de Castellote cuenta con una población de 57 habitantes (INE 2024).
| Gráfica de evolución demográfica de Las Parras de Castellote entre 1857 y 2021                                      |
| |
| Población de derecho según los censos de población del INE Población de hecho según los censos de población del INE |

### Transporte y cmunicaciones
El tramo de Aguaviva a las Parras de Castellote de la TE-8301 es conocido por su trazado estrecho y peligroso, con un barranco en uno de los laterales durante la mayor parte del recorrido (con su correspondiente guardarraíl). Durante el 2017 se ha efectuado unas obras de mejora de visibilidad y trazada mediante una mínima pero apreciable ampliación de la anchura en los tramos de curvas más peligrosos, pero sin reasfaltado. Las condiciones del trazado de casi 10 km son casi ideales para pruebas de velocidad cronometradas, por lo que se han realizado varias competiciones de motor entre ambas localidades.
El tramo que une el núcleo principal con Jaganta, de 2 km, fue modernizado y arreglado durante el 2008, aunque el tramo entre Jaganta y Castellote mantiene un firme irregular y con numerosas curvas, aunque con dos carriles.

## Administración y política
El edificio del ayuntamiento se encuentra siguiendo la calle Mayor desde la plaza. Cuenta con un servicio de biblioteca municipal (ha contado también con ordenadores) y un pequeño gimnasio colindante. En el lateral del edificio se encuentra un pequeño consultorio médico (servicio una mañana o tarde a la semana) que también funciona como sucursal bancaria con la misma frecuencia; y un trinquete de acceso público y gratuito, ideal para que jueguen dos personas a frontón u otros juegos de pelota. Tiene señal de internet wi-fi (con contraseña), al igual que la plaza (acceso libre).
| Período   | Alcalde                    | Partido   |  |
| --------- | -------------------------- | --------- |  |
| 1979-1983 | Francisco Sorribas Cortés  | UCD       |  |
| 1983-1987 | Miguel Pablo Buñuel Blasco | AP-PDP-UL |  |
| 1987-1991 | Miguel Pablo Buñuel Blasco | AP        |  |
| 1991-1995 | Miguel Pablo Buñuel Blasco | PP        |  |
| 1995-1999 | Miguel Pablo Buñuel Blasco | PP        |  |
| 1999-2003 | Miguel Pablo Buñuel Blasco | PP        |  |
| 2003-2007 | José Bolívar Franco        | PAR       |  |
| 2007-2011 | José Bolívar Franco        | PAR       |  |
| 2011-2015 | José Bolívar Franco        | PAR       |  |
| 2015-2019 | José Benito Martínez Gil   | PAR       |  |
| 2019-     | Joaquín Giner Carbó        | PSOE      |  |

| Partido político    | Partido político                                   | 1979   | 1983   | 1987   | 1991   | 1995   | 1999   | 2003   | 2007   | 2011   | 2015   | 2019   |
| Partido político    | Partido político                                   | Ediles | Ediles | Ediles | Ediles | Ediles | Ediles | Ediles | Ediles | Ediles | Ediles | Ediles |
|                     | Partido Aragonés (PAR)                             | —      | —      | —      | —      | —      | —      | 1      | 1      | 2      | 3      | 1      |
|                     | Partido Popular de Aragón (PP)                     | —      | 5      | 5      | 4      | 5      | 1      | 0      | 0      | 1      | 0      | 0      |
|                     | Partido de los Socialistas de Aragón (PSOE-Aragón) | —      | —      | 0      | 1      | 0      | 0      | 0      | 0      | 0      | 0      | 2      |
|                     | Izquierda Unida (IU)                               | —      | —      | —      | —      | 0      | —      | —      | —      | —      | —      | —      |
|                     | Unión de Centro Democrático (UCD)                  | 5      | —      | —      | —      | —      | —      | —      | —      | —      | —      | —      |
| Total de concejales | Total de concejales                                | 5      | 5      | 5      | 5      | 5      | 1      | 1      | 1      | 3      | 3      | 3      |

## Cultura

### Fiestas
Las fiestas del pueblo normalmente son la segunda semana de agosto. Los dos días anteriores se celebra un torneo de baloncesto y de fútbol en los cuales vienen equipos del resto de la zona a competir por categorías. El primer día se suele celebrar un torneo interpeñas de fútbol y el pregón de fiestas, seguido de baile, sea banda o discomóvil. Los dos días siguientes se realizan diversas actividades, como hinchables, cucañas, torneo de cartas, de videoconsola, chocolatada, etc., y su respectivo baile con orquesta, siguiendo una disco móvil en el pabellón o la plaza. Tres actos tradicionales son: el reparto de la sardina y el jamón, acompañado de bebida y orquesta; concierto de jotas en la plaza; y la comida popular, celebrada en el pabellón.
Otras festividades son la fiesta de invierno para San Nicolás, con hoguera, cena en la plaza y baile en el bar del pueblo; y la Malena, normalmente la primera semana de mayo (en ocasiones la última de abril), con romería en la ermita de la Malena. Para Semana Santa se ha organizado en ocasiones cena y baile en el bar.

### Patrimonio

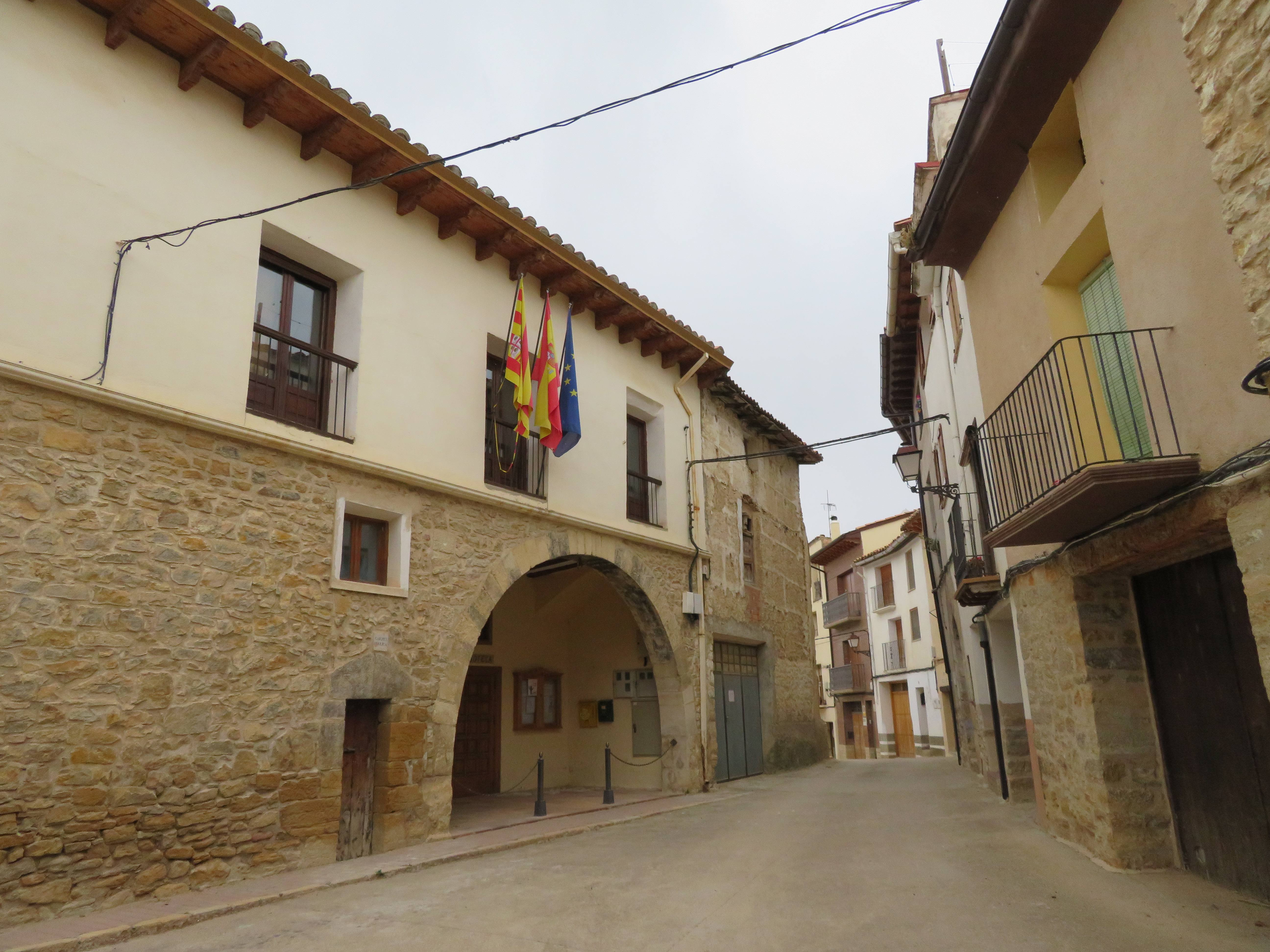
Localidad de Las Parras de Castellote, Teruel, España.

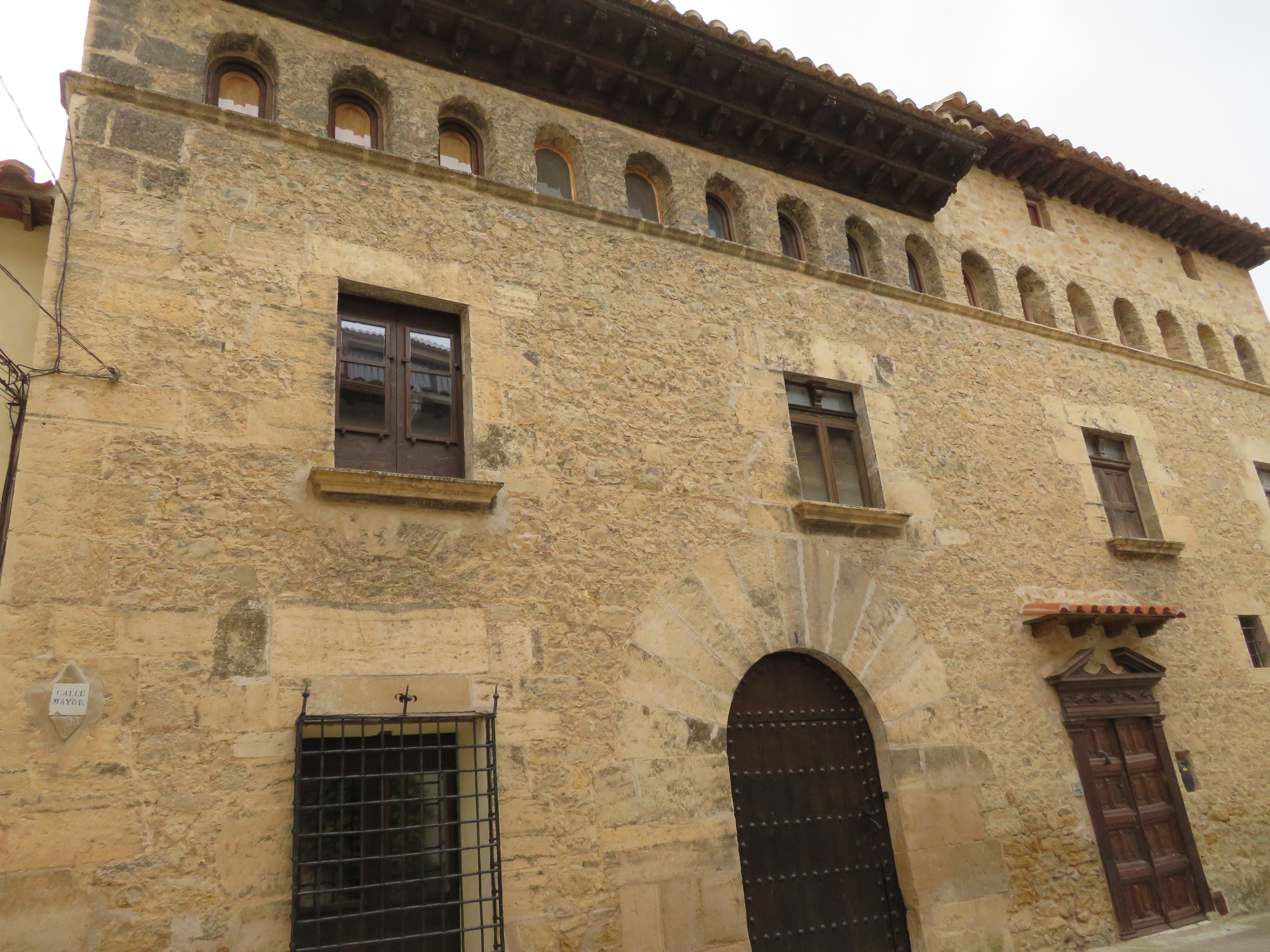
Casa solariega, Las Parras de Castellote, Teruel.

En el municipio se encuentran varias construcciones antiguas como el puente que cruza un barranco que divide el pueblo, la casa Espada, la casa escuder, el portal de muralla y las fuentes. Destacan varias casas antiguas del pueblo con fecha y heráldica en el arco de entrada. En Jaganta hay que hacer especial mención a la almazara de aceite -hoy en día museo visitable-, que conserva un antiguo mecanismo del que sólo se ha preservado un caso más en toda la península en buen estado.

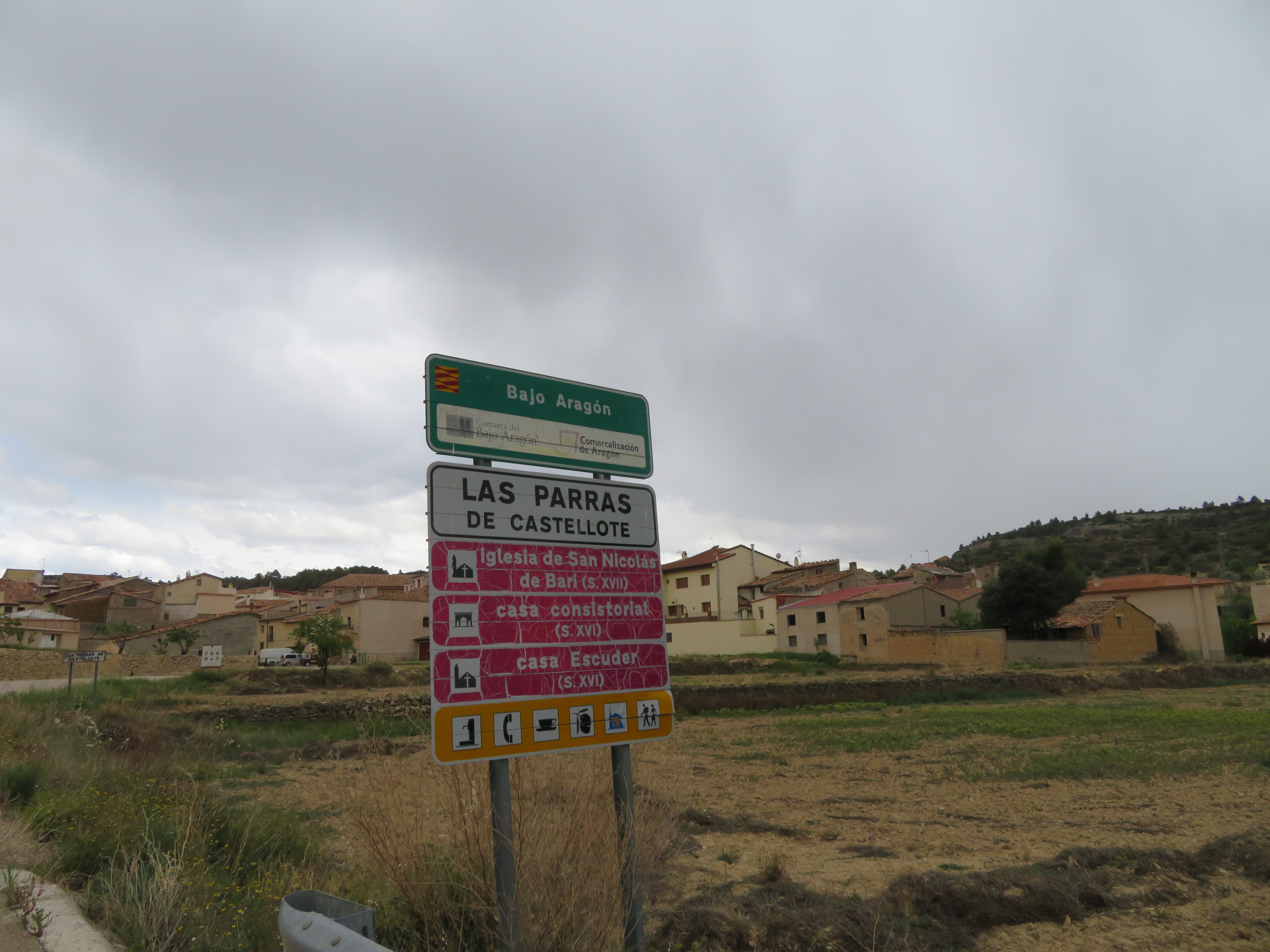
Municipio de Las Parras de Castellote, Teruel.

También se puede visitar la noria restaurada en los años 2007 y 2008 tras la cesión de esta al ayuntamiento y con una subvención relacionada con la Exposicíón Internacional de Zaragoza el 2008, cuyo tema era el agua y, por tanto, la edificación estaba relacionada. Se han llevado a cabo otros proyectos de recuperación de patrimonio, como el del molino de aceite del núcleo de Las Parras, aunque los avances dependen de las subvenciones de la diputación.